# Politica del Lussemburgo
Il Lussemburgo è una monarchia parlamentare ereditaria di tipo monista. Secondo la costituzione del 1879 il potere esecutivo è esercitato dal Granduca, che si avvale di un Primo Ministro. Il potere legislativo è esercitato dalla Camera dei deputati e da un secondo organo, il "Conseil d'État" (Consiglio di Stato), che ha potere consultivo verso la Camera nella stesura delle legislazioni. Il potere giudiziario è indipendente e separato rispetto all'esecutivo e al legislativo.

## Potere Esecutivo

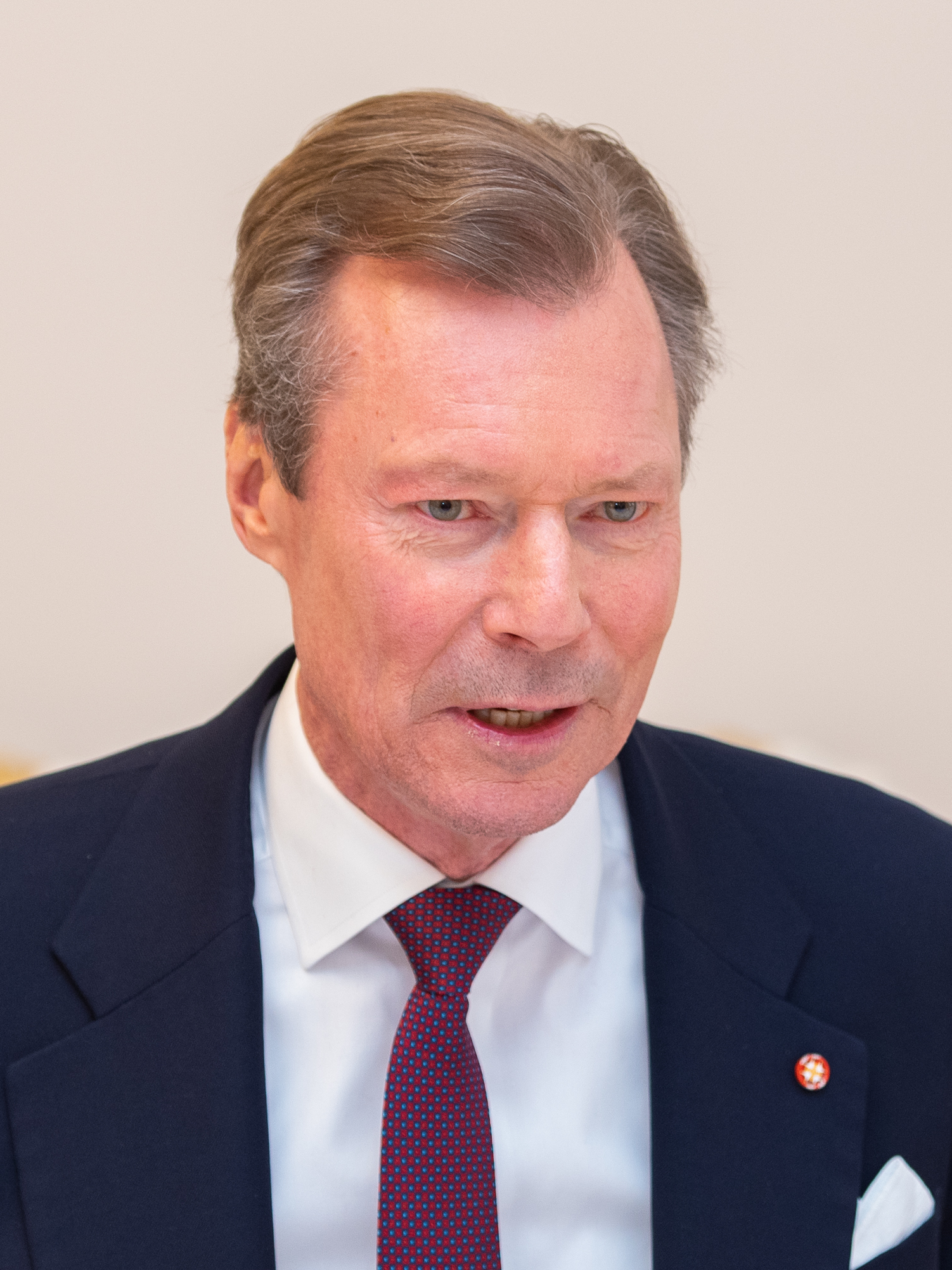
Il Granduca Enrico

Il Granduca è il monarca ereditario del Lussemburgo e capo dello Stato, tuttavia la sua funzione è principalmente di tipo cerimoniale. A seguito delle elezioni della Camera dei Deputati, il Sovrano nomina un primo ministro ed un vice primo ministro. Il primo ministro, solitamente il maggiore esponente del partito vincitore, è incaricato di formare un governo, e di fornire una lista di ministri.
Possono svolgere la carica di ministro tutti i possessori della cittadinanza maggiorenni. La carica non è sovrapponibile con quella di magistrato, di membro della Corte dei Conti, Consigliere di Stato, Deputato o Consigliere Comunale.
| Consiglio dei ministri del Lussemburgo                                                                              | Consiglio dei ministri del Lussemburgo | Consiglio dei ministri del Lussemburgo |
| Ministero | Nome                                   | Partito                                |
| --- | -------------------------------------- | -------------------------------------- |
| Primo Ministro | Luc Frieden                            | Partito Popolare Cristiano Sociale     |
| Vice Primo Ministro, Ministro degli affari esteri, del commercio, della cooperazione e dell'azione umanitaria       | Xavier Bettel                          | Partito Democratico                    |
| Ministro delle Finanze                                                                                              | Gilles Roth                            | Partito Popolare Cristiano Sociale     |
| Ministro dell'Economia, delle PMI, dell'Energia, del Turismo                                                        | Lex Delles                             | Partito Democratico                    |
| Ministro dell'Agricoltura e Viticoltura, della Protezione dei Consumatori                                           | Martine Hansen                         | Partito Popolare Cristiano Sociale     |
| Ministro per l'Istruzione nazionale, l'Edilizia, l'Infanzia e la Gioventù                                           | Claude Meisch                          | Partito Democratico                    |
| Ministro degli Interni                                                                                              | Léon Gloden                            | Partito Popolare Cristiano Sociale     |
| Ministro della Famiglia, della Solidarietà, dell'Accoglienza e Convivenza                                           | Max Hahn                               | Partito Democratico                    |
| Ministro della Giustizia, Responsabile dei Media e delle Comunicazioni, Responsabile dei Rapporti con il Parlamento | Elisabeth Margue                       | Partito Popolare Cristiano Sociale     |
| Ministro della Difesa, dell'Uguaglianza e Diversità, della Mobilità, degli Impieghi pubblici                        | Yuriko Backes                          | Partito Democratico                    |
| Ministro dello Sport e del Lavoro                                                                                   | George Mischo                          | Partito Popolare Cristiano Sociale     |
| Ministro della Cultura, delegato al Turismo                                                                         | Éric Thill                             | Partito Democratico                    |
| Ministro dell'Ambiente, Clima e Biodiversità, della Funzione Pubblica                                               | Serge Wilmes                           | Partito Popolare Cristiano Sociale     |
| Ministro della Digitalizzazione, della Ricerca e Istruzione Superiore                                               | Stéphanie Obertin                      | Partito Democratico                    |
| Ministro della Sanità e Sicurezza Sociale                                                                           | Martine Deprez                         | Partito Popolare Cristiano Sociale     |

## Potere legislativo

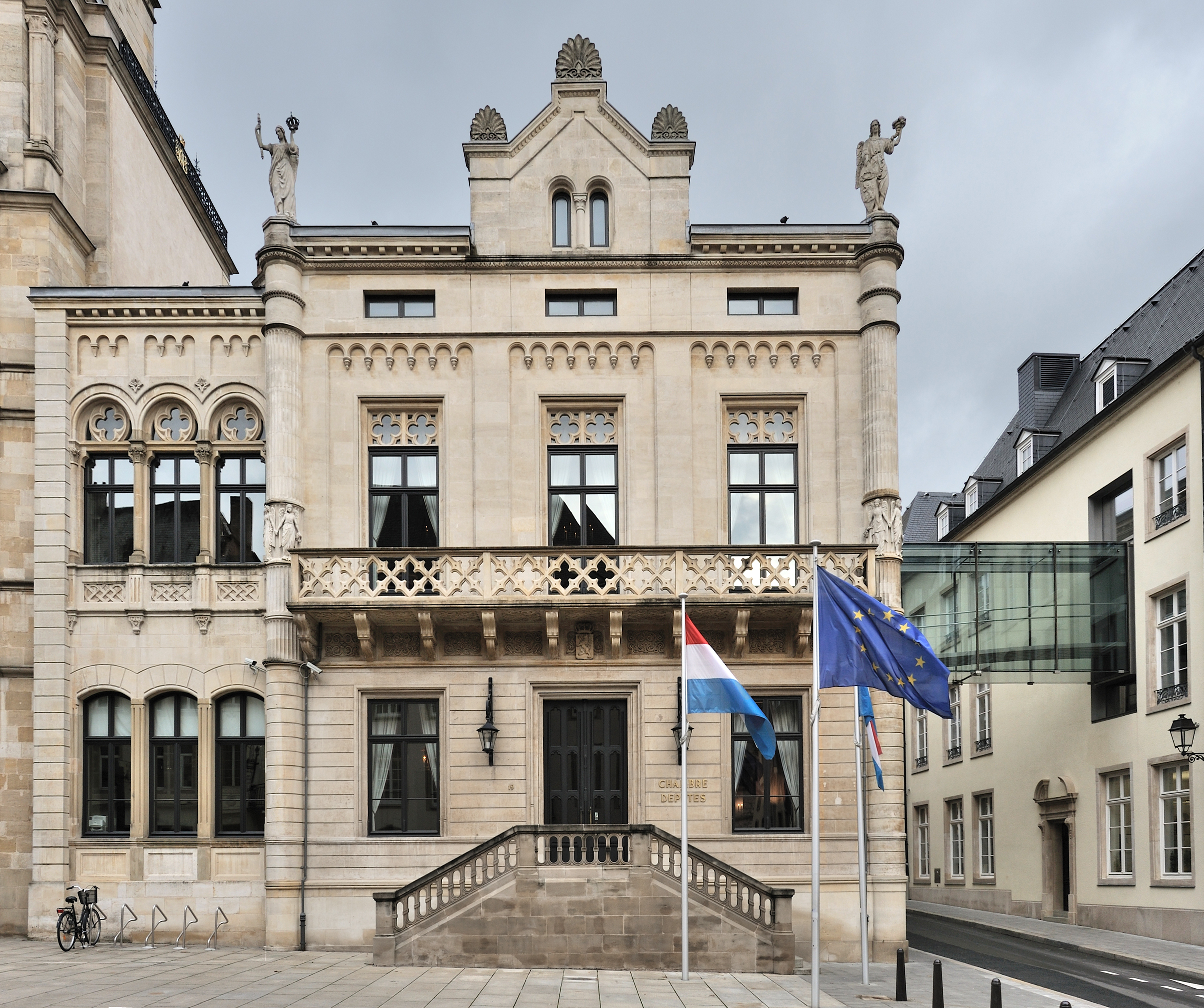
Il palazzo della Camera dei Deputati a Lussemburgo

La Camera dei Deputati è il parlamento unicamerale del Granducato. È composta da 60 membri con mandato quinquennale, che sono eletti a suffragio universale tramite un sistema proporzionale di 4 circoscrizioni elettorali. Oltre a svolgere la funzione legislativa, proponendo disegni di legge, la Camera ha un suo ruolo nell'amministrazione finanziaria e nell'elezione dei membri del Consiglio di Stato e della Corte dei Conti.
Il Consiglio di Stato è un organo indipendente composto di 21 cittadini che ha il compito di consigliare il governo e la Camera dei Deputati. Tradizionalmente ai membri si aggiunge l'erede al trono. I consiglieri di Stato, il cui incarico ha una durata di 12 anni, esprimono un parere esterno su tutti i progetti di legge e le decisioni prese dagli altri organi, e verificano la loro conformità rispetto alla legge.

## Potere giudiziario
Il sistema giudiziario lussemburghese trae origine dal codice napoleonico, con diverse modifiche e aggiornamenti. La costituzione garantisce l'indipendenza delle corti ed i tribunali, che esercitano il potere giudiziario. L'organo giurisdizionale più importante è la Corte suprema di giustizia, composta dalla corte di cassazione, la corte d'appello e la procura generale. Il secondo livello della gerarchia è occupato dalle corti distrettuali, due, nelle città di Lussemburgo e Diekirch.